# 赤木明登
赤木 明登（あかぎ あきと、1962年 - ）は日本の漆芸家、文筆家、美食家。2023年現在は輪島在住。

## 略歴
岡山県浅口市出身。中央大学文学部哲学科卒業、編集者を経て、1988年に輪島へ。輪島塗の下地職人・岡本進のもとで修行。
1994年に独立。現代の暮らしに息づく生活漆器＝「ぬりもの」の世界を切り開く。
1997年にドイツ国立美術館「日本の現代塗り物十二人」展、
2000年に東京国立近代美術館「うつわをみる 暮らしに息づく工芸」展
2010年に岡山県立美術館「岡山　美の回廊」展
2012年にオーストリア国立応用美術博物館「もの 質実と簡素」展
2017年に樂翠亭美術館(富山市)「形の素」展、國學院大學博物館「モノの力ヒトの力」展
2019年に「興福寺中金堂楽慶法要献茶道具」を制作「興福寺宝物殿」に収蔵、古川美術館(名古屋市)「茶 祈りと楽しみ」展
2021年に石川県立輪島漆芸美術館「メイドインワジマ」展
2022年に古川美術館(名古屋市) 「形の素」展に出品。
2023年、能登の山中に、料理人北崎裕とともに、自らの美意識を結晶させた日本料理オーベルジュ「茶寮 杣径」を開店させる。
また、編集人張逸雯とともに、IT化された時代における情報と物質性の関係を問いなおす書籍を手がける専門の出版社「拙考」を設立する。

漆藝家としての活動のみならず執筆活動も20年にわたって継続的に行っている。
2022年より高校国語の標準教科書『新編 言語文化』の「現代文編 随筆」として著者『美しいこと』の文章が採用されている。

## 著書
- 『漆 塗師物語』2006年、文藝春秋
- 『美しいもの』2006年、新潮社
- 『美しいこと』2009年、新潮社
- 『名前のない道』2012年、新潮社
- 『二十一世紀民藝』2018年、美術出版社

共著に『茶の箱』〈ラトルズ〉、『毎日つかう漆のうつわ』『うちの食器棚』〈新潮社〉、『形の素』〈美術出版社〉、「うつわを巡る旅」(講談社)など。

## パブリックコレクション
- ドイツ国立ピナコテーク･デア･モデルネ(ミュンヘン)
- オーストリア国立応用美術博物館(ウィーン)
- 岡山県立美術館
- 興福寺国宝館(奈良)
- 石川県立輪島漆芸美術館